# WWE Universal Championship
WWE Universal Championship je mistrovský titul v těžké váze mužů v profesionálním wrestlingu vytvořené a propagované americkou společností WWE, působící v rosteru SmackDown. Od dubna 2022 je titul společně držen a obhajován společně s WWE Championship jako Undisputed WWE Universal Championship, ale oba tituly si zachovaly svoji individualitu. Je to jeden ze tří světových titulů ve WWE, spolu s doprovodným WWE Championship a World Heavyweight Championship na Raw. Současným šampionem je Cody Rhodes, který jej drží poprvé. Vyhrál tím, že 7. dubna 2024 porazil předchozího šampiona Romana Reignse v zápase na WrestleManii XL.
Vůbec prvním šampionem se stal Finn Bálor, který se ale vinou zranění musel titulu vzdát.

## Základní informace
- První šampión: Finn Bálor
- Nejvíce výher: Brock Lesnar (3krát)
- Nejdelší držení: Roman Reigns (druhá výhra, 1316 dní)
- Nejkratší držení: Finn Bálor (22 hodin)
- Nejstarší vítěz: Goldberg (53 let, 62 dní)
- Nejmladší vítěz: Kevin Owens (32 let, 114 dní)
- Nejtěžší vítěz: Braun Strowman (385 lbs (175 kg))
- Nejlehčí vítěz: Finn Bálor (190 lb (86 kg))

## Držitelé
| Pořadí | Jméno                  | Datum výhry              | Akce            | Výhra | Držel Dní    | Poznámka |
| ------ | ---------------------- | ------------------------ | --------------- | ----- | ------------ | --- |
| 1.     | Finn Bálor             | 21. srpna 2016           | SummerSlam      | 1     | <1           | Titul mu byl odebrán kvůli zranění. |
| -      | Uvolněno               | 22. srpna 2016           | Raw             | -     | -            | Uvolněno z důvodu poranění ramena šampiona Finn Bálora. |
| 2.     | Kevin Owens            | 29. srpna 2016           | Raw             | 1     | 188          | Titul vyhrál v zápase proti Big Cassovi, Romanu Reignsovi a Sethu Rollinsovi. |
| 3.     | Goldberg               | 5. března 2017           | Fastlane        | 1     | 27           | Vyhrál zápas ve 22 sekundách. |
| 4.     | Brock Lesnar           | 2. dubna 2017            | WrestleMania 33 | 1     | 503 dní      | Vyhrál zápas na WrestleManii 33. |
| 5.     | Roman Reigns           | 19. srpna 2018           | Summerslam 2018 | 1     | 63 dní       | Vítězstvím nad Brock Lesnarem ukončil nejdelší držení titulu v WWE |
| 6.     | Brock Lesnar           | 2. listopadu 2018        | Crown Jewel     | 2     | 156 dnů      | Brock Lesnar Porazil Braun Strowmana. |
| 7.     | Seth Rollins           | 7. dubna 2019            | WrestleMania 35 | 1     | 98 dní       | Seth Rollins vyhrál Universal Title na WrestleMania 35 proti Brock Lesnarovi. |
| 8.     | Brock Lesnar           | 14. července 2019        | Extreme Rules   | 3     | 28 dní       | Brock Lesnar použil svůj Money In The Bank Kontrakt aby vyhrál Universal Title. |
| 9.     | Seth Rollins           | 11. srpna 2019           | SummerSlam      | 2     | 81 dní       | Seth Rollins porazil Brock Lesnara na Eventu SummerSlam 2019. |
| 10.    | "The Fiend" Bray Wyatt | 31. října 2019           | Crown Jewel     | 1     | 119 dní      | "The Fiend" Bray Wyatt vyhrál zápas oproti Seth Rollinsovi. |
| 11.    | Goldberg               | 27. února 2020           | Super ShowDown  | 2     | 27 nebo 28   | Goldberg porazil "The Fiend" Bray Wyatta když udělal Jackhammer a vyhrál tak Universal Championship.                                                                                               |
| 12.    | Braun Strowman         | 25. nebo 26. března 2020 | WrestleMania 36 | 1     | 150 nebo 151 | WrestleMania byla nahrána 25. a 26. března, ale aktuálně není známo, který den byl tento zápas nahrán. WWE uznává, že tato vláda začíná 4. dubna 2020, kdy se zápas vysílal na pásce se zpožděním. |
| 13.    | "The Fiend" Bray Wyatt | 23. srpna 2020           | SummerSlam      | 2     | 7            | Tohle byl zápas Falls Count Anywhere. |
| 14.    | Roman Reigns           | 30. srpna 2020           | Payback         | 2     | 1316         | Jednalo se o zápas s trojitou hrozbou No Holds Barred, který zahrnoval také Brauna Strowmana, kterého Reigns porazil na WrestleManii 38                                                            |
| 15.    | Cody Rhodes            | 7. dubna 2024            | WrestleMania XL | 1     | ---          | Jednalo se o zápas s pravidly podle frakce The Bloodline, ve kterém Reigns také obhajoval WWE Championship. Rhodes vyhrál titul jako člen značky Raw a následně byl přeřazen do SmackDown.         |